# Exocentrus girardi
Exocentrus girardi là một loài bọ cánh cứng trong họ Cerambycidae.